# Giacomo Zanella

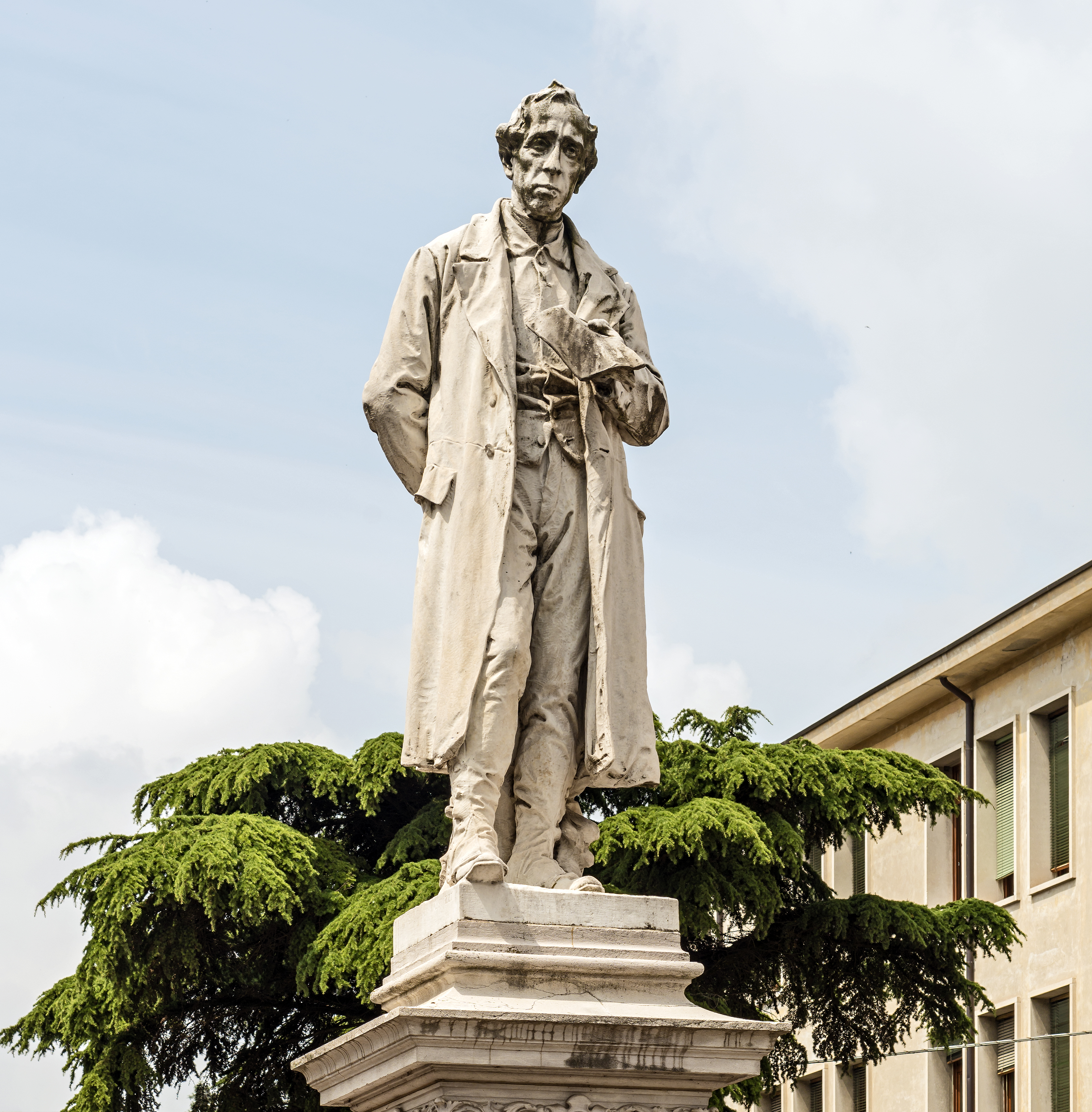
Giacomo Zanella en Vicenza

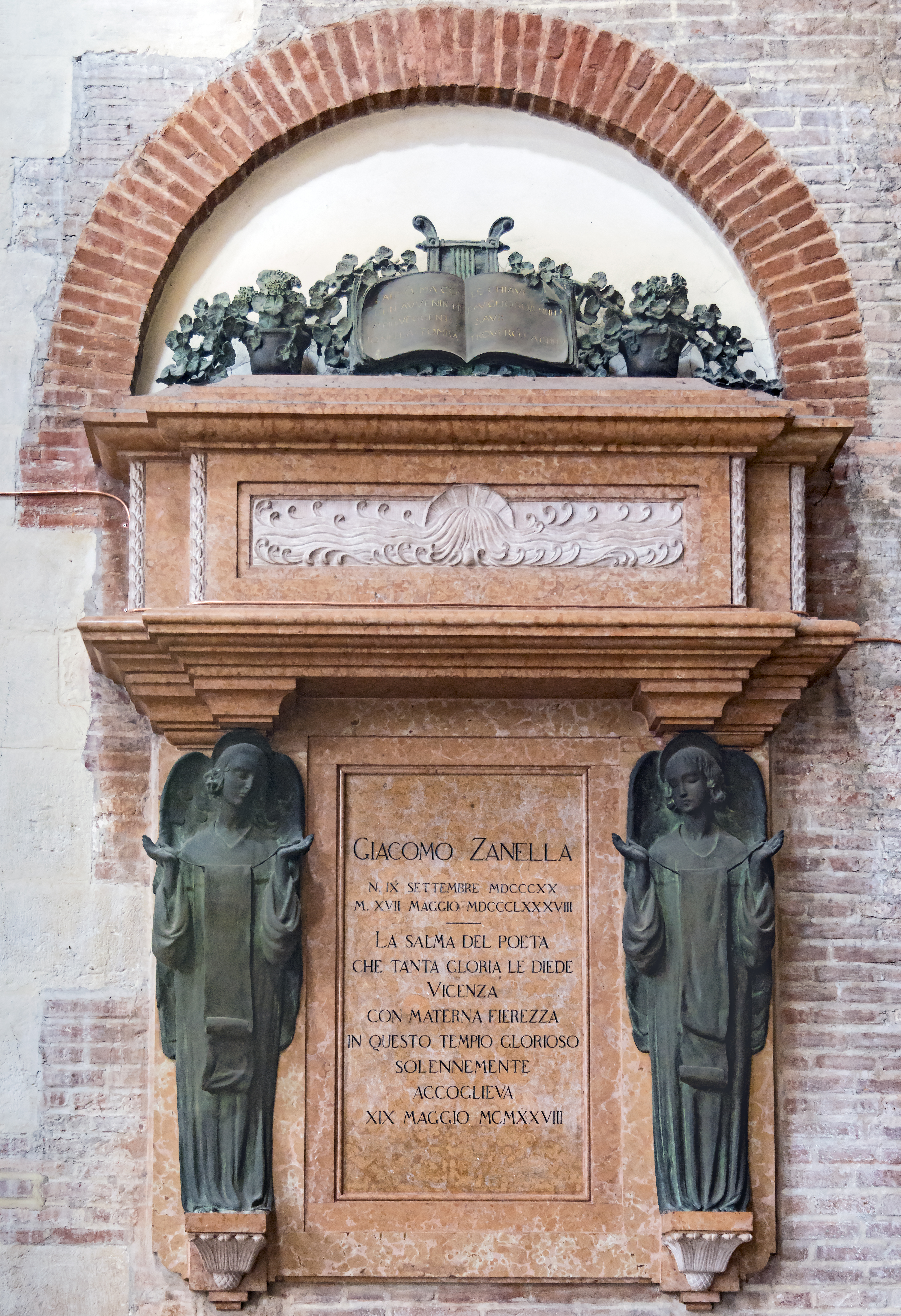
Monumento a Giacomo Zanella

Giacomo Zanella (Chiampo, 9 de septiembre de 1820 -Monticello Conte Otto, Vicenza, 17 de mayo de 1888) presbítero y poeta italiano.

## Biografía
Después de estudiar en el Seminario y ordenarse sacerdote, fue profesor de educación secundaria en Vicenza. Sin embargo, su simpatía hacia los nacionalistas italianos le hicieron tener problemas con las autoridades austriacas, y a pesar de contar con la protección eclesiástica, se vio obligado a dimitir en 1853. Tras la incorporación de Venecia a la nueva República Italiana, el gobierno le concedió un puesto de profesor en Padua. También se consagrará como poeta al publicar su primer libro en 1868.
En 1872 muere su madre y Zanella cae en una fuerte depresión que le obliga a abandonar su puesto de profesor. Una vez recuperado se retiró a vivir a su región natal.
El último libro que publicó contiene una colección de sonetos de "gran belleza y exquisita composición formal". También dedicó odas a Dante, y a la inauguración del canal de Suez.
Del resto de sus composiciones, las más singulares son aquellas en las que se ocupa de la problemática de su tiempo. Intentó conciliar ciencia y religión, por medio del ingenioso diálogo entre Milton y Galileo. Zanella era un clérigo liberal y patriótico, y su carácter justo se encuentra en su poesía. 
Murió en Monticello Conte Otto, Vicenza, a los 59.

## Obra

### Poesía
- Versi, Bàrbera, Florencia, 1868
- Poesie, Le Monnier, Florencia, 1877
- Nuove Poesie, Segré, Florencia, 1878
- Astichello e altre poesie, Hoepli, Milán, 1884
- Poesie, Firenze, Le Monnier, 1888
- Poesie, Le Monnier, Florencia 1894 (con la biografía dettata da Fedele Lampertico e la bibliografia zanelliana compilata da Sebastiano Rumor)
- Poesie, Le Monnier, Florencia, 1909 (con un discorso di Arturo Graf e cenni biografici di E. Bettazzi)
- Poesie e Prose, a cura di E. Bettazzi, Le Monnier, Florencia, 1930
- Poesie di Giacomo Zanella, primera edición completa con un saggio sul poeta di A. Graf, nuova tiratura riveduta, Le Monnier, Florencia, 1933
- Poesie scelte, con introducción de Carlo Calcaterra, Turín, 1946

### Traducciones
- Miles Standese di E. W. Longfellow, e scelte poesie liriche, Hoepli, Milán, 1883
- Varie versioni poetiche di Giacomo Zanella, con prefazione di E. Romagnoli, vol. 1-2, Le Monnier, Florencia, 1921

### Ensayo
- Scritti Vari, Succ. Le Monnier, Florencia, 1877
- Storia della letteratura italiana dalla metà del '700 ai giorni nostri, Vallardi, Milán, 1880
- Vita di Andrea Palladio, Hoepli, Milán, 1880
- Paralleli letterari. Studi, Munster, Verona, 1885
- Della letteratura italiana nell'ultimo secolo, Lapi, Città del Castello, 1886

- Datos: Q517404
- Multimedia: Giacomo Zanella / Q517404